# Programm 863

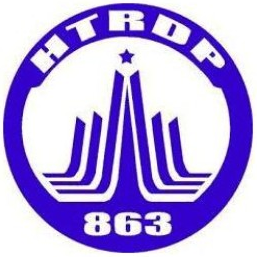
Logo des Nationalen Programms zur Entwicklung von Hochtechnologie

Das Nationale Programm zur Entwicklung von Hochtechnologie (chinesisch 國家高技術研究發展計劃 / 国家高技术研究发展计划, Pinyin Guójiā Gāojìshù Yánjiū Fāzhăn Jìhuà) war ein im März 1986 aufgelegtes, daher meist „863计划“ bzw. „Programm 863“ genanntes Förderprogramm für Hochtechnologie. Die vom Finanzministerium der Volksrepublik China bereitgestellten Gelder wurden nach Prüfung durch Expertenkommissionen im Falle von zivilen Projekten vom Ministerium für Wissenschaft und Technologie vergeben, bei militärischen Projekten, wozu auch Kernenergie, Laser und die Raumfahrt der Volksrepublik China zählten, 
von der Nationalen Behörde für Wissenschaft, Technik und Industrie in der Landesverteidigung beim Ministerium für Industrie und Informationstechnik. Das Programm 863 wurde mit dem Beginn des 13. Fünfjahresplans (2016–2021) zum 16. Februar 2016 beendet, die laufenden Projekte wurden in die Nationalen wissenschaftlich-technischen Großprojekte oder das neu geschaffene Nationale Programm für Schwerpunktforschung und -entwicklung übernommen.

## Geschichte
Am 23. März 1983 kündigte US-Präsident Ronald Reagan eine Strategic Defense Initiative an, die unter anderem vorsah, mit weltraum- oder erdbasierten Lasern anfliegende Interkontinentalraketen abzuschießen. Dies erregte das Interesse von Wang Daheng (王大珩, 1915–2011), Gründer und Leiter des Changchuner Instituts für Optik, Feinmechanik und Instrumentenbau der Chinesischen Akademie der Wissenschaften, nicht nur aus beruflichen Gründen, sondern weil die USA zu jenem Zeitpunkt noch gar nicht über die Technologie für ein derartiges System verfügten. Es war noch nicht einmal klar, welche Arten von Lasern verwendet werden sollten, von der Ortung der Raketen und der Nachführung der Laser ganz zu schweigen. Reagans Initiative war zunächst ein gigantisches Förderprogramm für technische Grundlagenforschung.
Woanders sah man das ebenso. Um den USA gegenüber nicht ins Hintertreffen zu geraten, wurde in Westeuropa am 17. Juli 1985 die Europäische Forschungskoordinierungsagentur EUREKA gegründet, und im Dezember 1985 beim Rat für gegenseitige Wirtschaftshilfe das „Komplexprogramm zur Förderung des wissenschaftlichen und technischen Fortschritts der Mitgliedsstaaten des RGW bis zum Jahr 2000“ verabschiedet.
Unter dem Eindruck dieser Ereignisse berief die Kommission für Wissenschaft, Technik und Industrie für Landesverteidigung ein Symposium ein, auf dem Experten verschiedener Fachgebiete die militärische Bedeutung der Strategischen Verteidigungsinitiative und ihre Auswirkung auf die Weltlage analysierten, dazu noch die technischen Fragen, die es bei der Initiative gab, und inwieweit Reagans Projekt überhaupt realistisch war. Die Experten kamen zu dem Schluss, dass China angesichts seiner wirtschaftlichen Möglichkeiten nicht dazu in der Lage war, bei der militärischen Technologie oder beim Umfang der Rüstung mit den USA und der Sowjetunion zu konkurrieren. Nichtsdestotrotz besaß China Atomwaffen, Raketen und Satelliten. Unter Abschreckungsgesichtspunkten war das Wichtige nicht die Anzahl der Sprengköpfe, sondern die Tatsache, dass China überhaupt über diese Dinge verfügte. Der Konsensus, der sich auf dem Symposium herausbildete, war, dass man sich auf einige wenige Gebiete beschränken sollte, bei denen man technologiemäßig mit den Großmächten aufholen konnte. So könnte man mit zwei oder drei Prozent des Geldes, das die USA aufwendeten, die Stellung Chinas in der Welt bewahren und das Gleichgewicht der beiden Supermächte beeinflussen.
Neben geostrategischen Erwägungen trieb die Experten aber auch die Sorge um das chinesische Humankapital um. Bei den großen Rüstungsprojekten der vergangenen Jahre, von den Atom-U-Booten bis zur Raumfahrt, hatte sich eine Truppe von erfahrenen Wissenschaftlern und Technikern herausgebildet, die eine kostbare Ressource des Landes darstellten. Wenn diese Männer und Frauen mangels Beschäftigung ins Ausland gingen und sich in alle Winde zerstreuten, würde das einen schwerwiegenden Verlust bedeuten, ganz abgesehen von der Rolle, die sie bei der Ausbildung der nächsten Generation von Fachleuten spielten, also bei der Sicherstellung des weiteren Fortschritts im kommenden Jahrhundert. Was die Kosten betraf, so würde, wie es der stellvertretende Leiter des Optoelektronischen Instituts Chengdu ausdrückte, ein „SDI chinesischer Prägung“ jeden Bürger den Gegenwert von einem oder zwei Hühnereiern kosten.
An genau diesen zwei Hühnereiern mangelte es. Daraufhin brachte Chen Fangyun, der Vater der chinesischen TT&C-Systeme, die Möglichkeit einer Petition an die oberste Führung des Landes ins Gespräch und bat Wang Daheng, eine solche aufzusetzen. Der stimmte im Prinzip zu bat aber seinerseits Pan Houren (潘厚任) von der Abteilung für Technische Wissenschaften der Akademie (中国科学院技术科学部),
den ersten Teil der Petition zu verfassen, mit einer Analyse der Strategic Defense Initiative und der entsprechenden Entwicklungen in den anderen Ländern. Wang Daheng selbst schrieb den Haupttext der Petition, in dem er, die auf dem Symposium geäußerten Ansichten zusammenfassend, darauf einging, welche Maßnahmen China in dieser Situation ergreifen sollte. Außerdem bat Wang Daheng noch Yang Jiachi (杨嘉墀, 1919–2006) von der Chinesischen Akademie für Weltraumtechnologie und den Kernphysiker Wang Ganchang hinzu, um ihm bei der Abfassung der Petition zu helfen.
Am Ende unterschrieben Wang Daheng, Chen Fangyun, Wang Ganchang und Yang Jiachi im Namen der Akademie der Wissenschaften die Petition, der sie den Titel „Vorschläge betreffs Forschung zum Aufholen der Entwicklung bei der strategischen Hochtechnologie im Ausland“ (关于跟踪研究外国战略性高技术发展的建议) gaben. Am 3. März 1986 wurde die Petition zunächst Deng Xiaoping überreicht, damals Vorsitzender der Zentralen Militärkommission.
Bei Deng, der als Vizepremier für die Vier Modernisierungen seit 1978 ein großer Förderer der Wissenschaft war,
trafen Wang Daheng und seine Kollegen auf ein offenes Ohr. Nach einer Woche Bedenkzeit vermerkte Deng auf dem Deckblatt der Petition, dass es sich hier um eine sehr wichtige Angelegenheit handelte, die keinen Aufschub duldete, und reichte sie an Premierminister Zhao Ziyang weiter, mit der Bitte, die nötigen Schritte in die Wege zu leiten.
Zhao Ziyang hatte 1937 nach dem Ausbruch des Antijapanischen Krieges kurz vor dem Abitur die Schule abbrechen müssen und war ein reiner Berufspolitiker. Daher reichte er den Vorgang an Zhang Jingfu weiter, den Direktor der Staatlichen Planungskommission beim Staatsrat. Zhang Jingfu, der die vier Wissenschaftler noch aus seiner Zeit als Generalsekretär der Chinesischen Akademie der Wissenschaften (1956–1975) kannte, hatte 1956 maßgeblich an der Ausarbeitung des „Zwölfjahresplans für Wissenschaft und Technik“ mitgewirkt und war aus seiner Zeit als Finanzminister der Volksrepublik China (1975–1979) auch mit den finanziellen Aspekten derartiger Programme vertraut. Bei den nun folgenden Besprechungen im Staatsrat fanden Wang Daheng und seine Kollegen in Zhang einen tatkräftigen Unterstützer. Die Zahl der ursprünglich von den Wissenschaftlern für eine Förderung vorgesehenen Fachgebiete wurde erweitert, das Finanzministerium erklärte sich bereit, die nötigen Mittel zur Verfügung zu stellen. Als es um die Frage militärischer (wie in den USA) oder ziviler Projekte (wie in Europa) ging, schaltete sich Deng Xiaoping wieder in die Diskussion ein und forderte, dass möglichst Projekte, die beiden Sektoren nützten, gefördert werden sollten, dass aber der zivile Sektor Vorrang hatte (军民结合、以民为主).
Für jeden Fachbereich (damals Biotechnologie, Raumfahrt, Informationstechnik, moderne Waffensysteme, Automatisierung, Energie und Materialkunde) wurden Expertenkommissionen eingerichtet, die nicht nur die Förderanträge zu prüfen und über die Verteilung der Mittel zu entscheiden, sondern auch darauf zu achten hatten, dass es nicht zu parallelen Forschungen kam, dass also nicht zwei oder mehr Institute an ähnlichen Projekten arbeiteten. Die letztendliche Verantwortung hatte bei den militärischen Projekten die damalige Kommission für Wissenschaft, Technik und Industrie für Landesverteidigung, bei den zivilen Projekten die Staatskommission für Wissenschaft und Technologie.
Nachdem alle Details geklärt waren, wurde der „Grundriss eines Programms zur Entwicklung von Hochtechnologie (Programm 863)“ (《高技術研究發展計劃(863計劃)綱要》) vom Staatsrat sowie vom Zentralkomitee der Kommunistischen Partei Chinas gebilligt und im Kabinett verabschiedet.

## Struktur
Bei vielen der über das Programm 863 geförderten Projekte handelt es sich um langfristige Unterfangen, so zum Beispiel ab 1990 die Server der Shuguang-Serie (曙光服务器)
oder ab 1994 das Mondprogramm der Volksrepublik China. Die Schwerpunktsetzung für die Genehmigung von Neuanträgen ändert sich jedoch im Rhythmus der Fünfjahrespläne. So wurden zum Beispiel während des 10. Fünfjahresplans (2001–2005) Projekte auf folgenden Gebieten gefördert:
- Raumfahrt
- Laser
- Meerestechnik
- Informationstechnik
- Biotechnologie und Landtechnik
- Materialwissenschaft und Werkstofftechnik
- Automatisierungstechnik und Digitale Fertigung
- Energietechnik
- Ressourcen und Umwelttechnik[15]

Mit der SARS-Pandemie 2002/2003 und der sich verschärfenden Wasserkrise am Tai Hu änderten sich die Prioritäten, und die Förderliste sah ab 2006 so aus:
- Raumfahrt
- Laser
- Meerestechnik
- Informationstechnik
- Biotechnologie und Pharmazie
- Materialwissenschaft und Werkstofftechnik
- Digitale Fertigung
- Energietechnik
- Ressourcen und Umwelttechnik
- Eindämmung der Wasserverschmutzung
- Landtechnik
- Verkehrstechnik[16]

In der ersten Phase des Programms für die drei Fünfjahrespläne von 1986 bis 2000 wurden insgesamt 10 Milliarden Yuan zur Verfügung gestellt, was nach der Kaufkraft von 1986 etwa 10 Hühnereiern pro Einwohner entsprach, also wesentlich mehr als in der von den Wissenschaftlern um Chen Fangyun und Wang Daheng ursprünglich angedachten Version. Bis 2010 wurde von den 5200 geförderten Projekten ein wirtschaftlicher Wert von 56 Milliarden Yuan generiert.
Hierbei ist zu beachten, dass China durch das starke Wirtschaftswachstum in den 1990er und frühen 2000er Jahren eine beträchtliche Inflation zu verzeichnen hatte, wobei die Gehälter der Wissenschaftler und Techniker in den Universitäten und Staatsbetrieben den gestiegenen Lebenshaltungskosten nur schleppend angeglichen wurden.
Die über das Programm 863 geförderten Projekte hatten und haben zwar durchaus auch einen unmittelbaren volkswirtschaftlichen Nutzen, mindestens ebenso wichtig ist aber ihre Funktion bei der Heranbildung des wissenschaftlichen Nachwuchses und der Sicherung der Zukunftsfähigkeit Chinas. Aus diesem Grund werden die Mittel für das Programm auch ständig gesteigert. So wurden zum Beispiel im Zeitraum 2012–2015 allein für neun Spezialprojekte (专项) wie Supraleiter oder Software für Hochleistungsrechnen 692 Millionen Yuan zur Verfügung gestellt, was von der Kaufkraft her etwa 700 Millionen Euro entspricht.
In China gibt es zwar seit dem 14. Februar 1986 auch die Nationale Stiftung für Naturwissenschaften,
aber diese ist mit deutlich weniger Geld ausgestattet. So hatte die Stiftung für Naturwissenschaften für das Jahr 1986 nur 80 Millionen Yuan zur Verfügung,
das ingenieurwissenschaftliche Programm 863 dagegen mehr als 660 Millionen. Bereits 1998 hatte Chen Fangyun angemahnt, dass man neben der Technologieförderung die Grundlagenforschung nicht vernachlässigen dürfe.
Im weiteren Verlauf wurde zwar aus Mitteln des Programms 863 Chinas Beteiligung am Humangenomprojekt sowie an einem internationalen Projekt zur Entschlüsselung des Genoms des Asiatischen Reises (Oryza sativa) finanziert, 
was zunächst durchaus Grundlagenforschung war. Die Ergebnisse flossen dann jedoch sofort in gentechnische Projekte ein. 2010 hatten chinesische Forscher bereits 11 auf Gentechnik basierende Medikamente und Impfstoffe zur Marktreife gebracht, 10 gentechnische Medikamente waren zu diesem Zeitpunkt in der Phase der klinischen Tests und mehr als 20 weitere befanden sich in der Entwicklung.